# Discografia lui Michael Jackson
Discografia lui Michael Jackson este lista de cântece și albume ale Regelui muzicii pop,Michael Jackson. Această pagină afișează single-urile discografie lui Michael Jackson, care include poziții de top, a lansat single-uri de către Jackson pentru Statele Unite (SUA), Regatul Unit (UK), Canada (CA), Australia (AU), Germania (DE), Franța (FR) și Irlanda (IE). El a avut mai multe albume, acelea fiind:Got to Be There, Ben, Music & Me, Forever, Michael, Off the Wall (album), Thriller, Bad, Dangerous, History și Invincible;

## Discografie a albumelor
| An   | Titlu                                                                                        | Discuri single                                                                           |
| ---- | -------------------------------------------------------------------------------------------- | ---------------------------------------------------------------------------------------- |
| 1972 | Got to Be There - Primul album de studio - Lansat 24 ianuarie 1972 - Casă de discuri: Motown | - "Got to Be There" - "Rockin' Robin" - "I Wanna Be Where You Are" - "Ain't No Sunshine" |

| An   | Titlu                                                                            | Discuri single |
| ---- | -------------------------------------------------------------------------------- | -------------- |
| 1972 | Ben - Al Doilea album de studio - Lansat 4 august 1972 - Casă de discuri: Motown | - "Ben"        |

| An   | Titlu                                                                                      | Discuri single                                                       |
| ---- | ------------------------------------------------------------------------------------------ | -------------------------------------------------------------------- |
| 1973 | Music & Me - Al treilea album de studio - Lansat 13 aprilie 1973 - Casă de discuri: Motown | - "With a Child's Heart" - "Morning Glow" - "Music and Me" - "Happy" |

| An   | Titlu                                                                                              | Discuri single                                                               |
| ---- | -------------------------------------------------------------------------------------------------- | ---------------------------------------------------------------------------- |
| 1975 | Forever, Michael - Al patrulea album de studio - Lansat 16 ianuarie 1975 - Casă de discuri: Motown | - "We're Almost There" - "Just a Little Bit of You" - "One Day in Your Life" |

| An   | Titlu                                                                                      | Discuri single                                                                                                |
| ---- | ------------------------------------------------------------------------------------------ | --- |
| 1979 | Off the Wall - Al cincilea album de studio - Lansat 10 august 1979 - Casă de discuri: Epic | - "Don't Stop 'til You Get Enough" - "Rock with You" - "Off the Wall" - "She's Out of My Life" - "Girlfriend" |

| An   | Titlu                                                                                    | Discuri single |
| ---- | ---------------------------------------------------------------------------------------- | --- |
| 1982 | Thriller - Al șaselea album de studio - Lansat 30 noiembrie 1982 - Casă de discuri: Epic | - "The Girl Is Mine" - "Billie Jean" - "Beat It" - "Wanna Be Startin' Somethin'" - "Human Nature" - "P.Y.T. (Pretty Young Thing)" - "Thriller" |

| An   | Titlu                                                                             | Discuri single |
| ---- | --------------------------------------------------------------------------------- | --- |
| 1987 | Bad - Al șaptelea album de studio - Lansat 31 august 1987 - Casă de discuri: Epic | - "I Just Can't Stop Loving You" - "Bad" - "The Way You Make Me Feel" - "Man in the Mirror" - "Dirty Diana" - "Another Part of Me" - "Smooth Criminal" - "Leave Me Alone" - "Liberian Girl" - "Speed Demon" |

| An   | Titlu                                                                                     | Discuri single |
| ---- | ----------------------------------------------------------------------------------------- | --- |
| 1991 | Dangerous - Al optulea album de studio - Lansat 26 noiembrie 1991 - Casă de discuri: Epic | - "Black or White" - "Remember the Time" - "In the Closet" - "Jam" - "Who Is It" - "Heal the World" - "Give In to Me" - "Will You Be There" - "Gone Too Soon" - "Dangerous" (anulată) |

| An   | Titlu                                                                               | Discuri single |
| ---- | ----------------------------------------------------------------------------------- | --- |
| 1995 | HIStory - Al nouălea album de studio - Lansat 20 iunie 1995 - Casă de discuri: Epic | - "Scream/Childhood" - "You Are Not Alone" - "Earth Song" - "This Time Around (Numai radio)" - "D.S. (Numai promo)" - "They Don't Care About Us" - "Stranger in Moscow" - "Smile (Numai promo)" |

| An   | Titlu                                                                                      | Discuri single                                                          |
| ---- | ------------------------------------------------------------------------------------------ | ----------------------------------------------------------------------- |
| 2001 | Invincible - Al zecelea album de studio - Lansat 30 octombrie 2001 - Casă de discuri: Epic | - "You Rock My World" - "Butterflies" - "Cry" - "Unbreakable" (anulată) |

Vezi de asemenea : Discografia Jackson 5

## Cântece Solo
| An   | Cântec                                               | Poziție | Poziție | Poziție | Poziție  | Poziție | Poziție | Poziție | Poziție | Poziție | Poziție | Poziție | Poziție | Poziție | Poziție | Poziție | Poziție | Poziție | Poziție | Poziție | Poziție | Poziție | Poziție | Album                                        |
| An   | Cântec                                               | US      | US CB   | US R&B  | US Dance | UK      | CA      | AU      | DE      | FR      | CH      | IE      | AT      | NL      | BE      | EU      | IS      | NO      | DK      | IT      | ES      | NZ      | TR      | Album                                        |
| ---- | ---------------------------------------------------- | ------- | ------- | ------- | -------- | ------- | ------- | ------- | ------- | ------- | ------- | ------- | ------- | ------- | ------- | ------- | ------- | ------- | ------- | ------- | ------- | ------- | ------- | -------------------------------------------- |
| 1971 | "Got to Be There"                                    | 4       | 1       | 4       | -        | 5       | -       | 83      | -       | -       | -       | -       | -       | -       | -       | -       | -       | -       | -       | -       | -       | -       | 1       | Got to Be There                              |
| 1972 | "Rockin' Robin"                                      | 2       | 1       | 2       | -        | 3       | -       | 16      | -       | -       | -       | 16      | -       | -       | -       | -       | -       | -       | -       | -       | -       | 16      | 1       | Got to Be There                              |
| 1972 | "I Wanna Be Where You Are"                           | 16      | 7       | 2       | -        | -       | -       | -       | -       | -       | -       | -       | -       | -       | -       | -       | -       | -       | -       | -       | -       | -       | 87      | Got to Be There                              |
| 1972 | "Ain't No Sunshine"                                  | -       | -       | -       | -        | 8       | -       | -       | -       | -       | -       | -       | -       | 16      | -       | -       | -       | -       | -       | -       | -       | 86      | 86      | Got to Be There                              |
| 1972 | "Ben"                                                | 1       | 2       | 5       | -        | 7       | -       | 1       | -       | -       | -       | 15      | -       | 2       | -       | -       | -       | -       | -       | -       | -       | 12      | 1       | Ben                                          |
| 1973 | "With a Child's Heart"                               | 50      | 37      | 14      | -        | -       | -       | -       | -       | -       | -       | -       | -       | -       | -       | -       | -       | -       | -       | -       | -       | -       | 13      | Music and Me                                 |
| 1973 | "Music and Me"                                       | -       | -       | -       | -        | -       | -       | -       | -       | -       | -       | -       | -       | 34      | -       | -       | -       | -       | -       | -       | -       | -       | 49      | Music and Me                                 |
| 1973 | "Happy"                                              | -       | -       | -       | -        | 52      | -       | 31      | -       | -       | -       | -       | -       | -       | -       | -       | -       | -       | -       | -       | -       | -       | 98      | Music and Me                                 |
| 1975 | "We're Almost There"                                 | 54      | 57      | 7       | -        | 46      | -       | -       | -       | -       | -       | -       | -       | -       | -       | -       | -       | -       | -       | -       | -       | -       | 77      | Forever, Michael                             |
| 1975 | "Just a Little Bit of You"                           | 23      | 30      | 4       | -        | -       | -       | -       | -       | -       | -       | -       | -       | -       | -       | -       | -       | -       | -       | -       | -       | -       | -       | Forever, Michael                             |
| 1979 | "You Can't Win"                                      | 81      | -       | 42      | -        | -       | -       | -       | -       | -       | -       | -       | -       | -       | -       | -       | -       | -       | -       | -       | -       | -       | -       | The Wiz                                      |
| 1979 | "Don't Stop 'til You Get Enough"                     | 1       | 1       | 1       | 2        | 3       | 2       | 1       | 13      | 52      | 4       | 10      | 11      | 2       | -       | -       | -       | 1       | -       | 6       | 2       | 1       | 1       | Off the Wall                                 |
| 1979 | "Rock with You"                                      | 1       | 1       | 1       | 2        | 7       | 4       | 4       | 58      | 59      | -       | 11      | -       | -       | -       | -       | -       | -       | -       | 9       | 1       | 3       | 1       | Off the Wall                                 |
| 1980 | "Off the Wall"                                       | 10      | 11      | 5       | -        | 7       | 3       | 94      | -       | -       | 18      | 20      | -       | 23      | -       | -       | -       | 4       | -       | -       | -       | 14      | 1       | Off the Wall                                 |
| 1980 | "She's out of My Life"                               | 10      | 14      | 43      | -        | 3       | 10      | 17      | -       | -       | -       | 4       | -       | 19      | -       | -       | -       | -       | -       | -       | -       | 6       | 2       | Off the Wall                                 |
| 1980 | "Girlfriend" 2                                       | -       | -       | -       | -        | 41      | -       | -       | -       | -       | -       | -       | -       | -       | -       | -       | -       | -       | -       | -       | -       | 49      | -       | Off the Wall                                 |
| 1981 | "One Day in Your Life"                               | 55      | 72      | 42      | -        | 1       | -       | 9       | -       | -       | -       | 1       | -       | 1       | -       | -       | -       | -       | -       | -       | -       | 48      | 100     | One Day in Your Life                         |
| 1982 | "The Girl Is Mine" (with Paul McCartney)             | 2       | 3       | 1       | -        | 8       | 6       | 4       | 53      | 6       | -       | 4       | -       | 12      | -       | -       | 5       | 2       | -       | -       | -       | 3       | 1       | Thriller                                     |
| 1983 | "Billie Jean"                                        | 1       | 1       | 1       | -        | 1       | 1       | 1       | 2       | 4       | 1       | 1       | 2       | 2       | 1       | 1       | 1       | 5       | -       | 1       | 1       | 2       | 1       | Thriller                                     |
| 1983 | "Beat It"                                            | 1       | 1       | 1       | -        | 3       | 1       | 2       | 2       | 1       | 2       | 2       | 6       | 1       | 1       | 1       | 1       | 8       | -       | 9       | 1       | 1       | 1       | Thriller                                     |
| 1983 | "Wanna Be Startin' Somethin'"                        | 5       | 6       | 1       | 1        | 8       | 11      | 8       | 16      | 10      | 30      | 5       | -       | 1       | 3       |         | 4       | -       | 22      | 14      | -       | 4       | 1       | Thriller                                     |
| 1983 | "Human Nature" 5 6                                   | 7       | 10      | 27      | -        | 62      | 17      | 63      | 64      | -       | -       | -       | -       | 14      | -       | -       | 4       | -       | -       | -       | -       | 33      | 1       | Thriller                                     |
| 1983 | "P.Y.T. (Pretty Young Thing)"                        | 10      | 15      | 46      | -        | 11      | 24      | 40      | 51      | -       | -       | 4       | -       | 13      | -       | -       | -       | -       | -       | -       | -       | -       | 4       | Thriller                                     |
| 1984 | "Thriller"                                           | 1       | 2       | 3       | 44       | 10      | 4       | 3       | 9       | 1       | 3       | 4       | 5       | 3       | 1       | 4       | 3       | 7       | 3       | 2       | 1       | 6       | 1       | Thriller                                     |
| 1984 | "Farewell My Summer Love"                            | 38      | 34      | 37      | -        | 7       | -       | 68      | 51      | -       | -       | 4       | -       | -       | -       | -       | -       | -       | -       | -       | -       | 35      | 90      | Farewell My Summer Love                      |
| 1984 | "Girl You're So Together" 2                          | -       | -       | -       | -        | 33      | -       | -       | -       | -       | -       | 29      | -       | -       | -       | -       | -       | -       | -       | -       | -       | -       | -       | Farewell My Summer Love                      |
| 1987 | "I Just Can't Stop Loving You" (with Siedah Garrett) | 3       | 2       | 1       | -        | 1       | 2       | 10      | 2       | 12      | 2       | 1       | 5       | 1       | 1       | 1       | 2       | 1       | 1       | 2       | -       | 3       | 1       | Bad                                          |
| 1987 | "Bad"                                                | 1       | 1       | 1       | 1        | 3       | 1       | 4       | 4       | 4       | 3       | 1       | 9       | 1       | 1       | 1       | 1       | 2       | 1       | 5       | 1       | 2       | 1       | Bad                                          |
| 1988 | "The Way You Make Me Feel"                           | 1       | 1       | 1       | 1        | 3       | 3       | 5       | 12      | 29      | 8       | 1       | 15      | 6       | 3       | 3       | 3       | -       | 6       | 7       | 1       | 2       | 2       | Bad                                          |
| 1988 | "Man in the Mirror"                                  | 1       | 1       | 1       | -        | 21      | 6       | 8       | 23      | -       | -       | 3       | 10      | 16      |         | 7       | 2       | 15      | -       | -       | -       | 4       | 1       | Bad                                          |
| 1988 | "Dirty Diana"                                        | 1       | 1       | 5       | -        | 4       | 7       | 27      | 3       | 9       | 3       | 3       | 7       | 2       | 1       | 1       | 1       | 17      | 2       | 6       | 1       | 5       | 1       | Bad                                          |
| 1988 | "Another Part of Me"                                 | 11      | 12      | 1       | 18       | 15      | 46      | 44      | 10      | 32      | 5       | 5       | 20      | 10      |         | 11      | 7       | -       | -       | 47      | -       | 14      | 5       | Bad                                          |
| 1988 | "Smooth Criminal"                                    | 7       | 4       | 2       | 10       | 8       | 6       | 16      | 9       | 4       | 5       | 4       | 17      | 1       | 1       | 2       | 1       | -       | 1       | 6       | 1       | 29      | 1       | Bad                                          |
| 1989 | "Leave Me Alone" 2                                   | -       | -       | -       | -        | 2       | -       | 37      | 16      | 17      | 10      | 1       | 15      | 6       |         | 5       | 9       | 6       | -       | 8       | 1       | 9       | 1       | Bad                                          |
| 1989 | "Liberian Girl" 2                                    | -       | -       | -       | -        | 13      | -       | 50      | 23      | 15      | 12      | 1       | -       | 15      | -       | -       | 5       | -       | -       | -       | -       | 31      | 1       | Bad                                          |
| 1989 | "Speed Demon" 1                                      | -       | -       | -       | -        | -       | -       | -       | -       | -       | -       | -       | -       | -       | -       | -       | -       | -       | -       | -       | -       | -       | 99      | Bad                                          |
| 1991 | "Black or White"                                     | 1       | 1       | 3       | 2        | 1       | 1       | 1       | 2       | 1       | 1       | 1       | 2       | 3       | 1       | 1       | 1       | 1       | -       | 1       | 2       | 1       | 1       | Dangerous                                    |
| 1992 | "Remember the Time"                                  | 3       | 1       | 1       | 2        | 3       | 5       | 6       | 8       | 5       | 4       | 3       | 16      | 3       |         |         | 5       | 10      | -       | 8       | 2       | 1       | 1       | Dangerous                                    |
| 1992 | "In the Closet"                                      | 6       | 6       | 1       | 1        | 8       | 13      | 5       | 15      | 9       | 25      | 4       | 23      | 9       |         |         | 6       | 10      | -       | 5       | 2       | 5       | 2       | Dangerous                                    |
| 1992 | "Jam"                                                | 26      | 21      | 3       | 4        | 13      | 21      | 11      | 18      | 8       | 22      | 5       | 28      | 9       |         |         | 3       | -       | -       | 7       | 1       | 2       | 4       | Dangerous                                    |
| 1992 | "Who Is It"                                          | 14      | 5       | 6       | 1        | 10      | 20      | 34      | 9       | 8       | 14      | 6       | 5       | 15      |         |         | 4       | 10      | -       | 18      | -       | 16      | 1       | Dangerous                                    |
| 1992 | "Heal the World"                                     | 27      | 26      | 62      | -        | 2       | 9       | 20      | 3       | 2       | 5       | 2       | 4       | 6       | 3       | 2       | 1       | 3       | 7       | 4       | 1       | 3       | -       | Dangerous                                    |
| 1993 | "Give in to Me" 2                                    | -       | -       | -       | -        | 2       | -       | 4       | 10      | 7       | 7       | 2       | 12      | 3       |         | 3       | 2       | 7       | -       | -       | -       | 1       | 52      | Dangerous                                    |
| 1993 | "Will You Be There"                                  | 7       | 6       | 53      | -        | 9       | 3       | 42      | 12      | 29      | 3       | 3       | 11      | 3       |         |         | 4       | -       | -       | -       | -       | 2       | 20      | Dangerous                                    |
| 1993 | "Gone Too Soon" 2                                    | -       | -       | -       | -        | 33      | -       | 78      | 45      | 32      | 33      | 18      | -       | 31      |         | -       | 11      | -       | -       | -       | -       | 6       | 34      | Dangerous                                    |
| 1993 | "Dangerous" 4                                        | -       | -       | -       | -        | -       | -       | -       | 99      | -       | -       | -       | -       | -       | -       | -       | -       | -       | -       | -       | -       | -       | 2       | Dangerous                                    |
| 1995 | "Scream/Childhood"                                   | 5       | 3       | 2       | 1        | 3       | 1       | 2       | 8       | 4       | 3       | 6       | 9       | 3       | 3       | 1       | 3       | 2       | -       | 1       | -       | 1       | 1       | HIStory                                      |
| 1995 | "You Are Not Alone"                                  | 1       | 1       | 1       | 3        | 1       | 2       | 7       | 4       | 1       | 1       | 1       | 2       | 6       | 1       | 1       | 1       | 9       | -       | 3       | 1       | 1       | 1       | HIStory                                      |
| 1995 | "Earth Song" 2                                       | -       | -       | -       | 32       | 1       | -       | 15      | 1       | 2       | 1       | 2       | 2       | 4       | 2       | 1       | 1       | 4       | -       | 6       | 1       | 4       | 39      | HIStory                                      |
| 1996 | "This Time Around" (feat. The Notorious B.I.G.)1 3   | -       | -       | 42      | 18       | -       | -       | -       | -       | -       | -       | -       | -       | -       | -       | -       | -       | -       | -       | -       | -       | -       | 40      | HIStory                                      |
| 1996 | "They Don't Care About Us"                           | 30      | 31      | 10      | 27       | 4       | -       | 16      | 1       | 4       | 3       | 7       | 2       | 4       | 3       | 2       | 1       | 6       | -       | 1       | 2       | 9       | 2       | HIStory                                      |
| 1996 | "Stranger in Moscow"                                 | 91      | -       | 50      | -        | 4       | -       | 14      | 21      | 18      | 5       | 13      | 7       | 9       | 21      |         | 8       | -       | -       | 1       | 1       | 6       | 1       | HIStory                                      |
| 1997 | "Smile"                                              | -       | -       | -       | -        | 74      | -       | 56      | 71      | -       | 70      | -       | -       | -       | -       | -       | -       | -       | -       | -       | -       | -       | 66      | HIStory                                      |
| 1997 | "Blood on the Dance Floor"                           | 42      | -       | 19      | 10       | 1       | 4       | 5       | 5       | 10      | 5       | 5       | 9       | 4       | 11      |         | 2       | 2       | -       | 1       | 1       | 1       | 10      | Blood on the Dance Floor: HIStory in the Mix |
| 1997 | "HIStory/Ghosts" 2                                   | -       | -       | -       | -        | 5       | -       | 43      | 14      | 26      | 16      | 16      | 36      | 16      | 10      |         | 16      | -       | -       | 29      | -       | 29      | 1       | Blood on the Dance Floor: HIStory in the Mix |
| 1997 | "Is It Scary" 1                                      | -       | -       | -       | -        | -       | -       | -       | -       | -       | -       | -       | -       | -       | -       | -       | -       | -       | -       | -       | -       | -       | 100     | Blood on the Dance Floor: HIStory in the Mix |
| 2001 | "You Rock My World"                                  | 10      | -       | 13      | -        | 2       | 2       | 4       | 6       | 1       | 5       | 4       | 9       | 3       | 2       |         | 2       | 2       | 2       | 3       | -       | 13      | 2       | Invincible                                   |
| 2001 | "Cry" 2                                              | -       | -       | -       | -        | 25      | -       | 43      | 76      | 30      | 42      | -       | 65      | -       | 31      |         | -       | -       | 16      | 18      | -       | -       | 9       | Invincible                                   |
| 2001 | "Butterflies"                                        | 14      | -       | 2       | -        | -       | -       | -       | -       | -       | -       | -       | -       | -       | -       | -       | -       | -       | -       | -       | -       | -       | 10      | Invincible                                   |
| 2002 | "Heaven Can Wait" 4                                  | -       | -       | 72      | -        | -       | -       | -       | -       | -       | -       | -       | -       | -       | -       | -       | -       | -       | -       | -       | -       | -       | -       | Invincible                                   |
| 2002 | "Unbreakable" 2                                      | -       | -       | -       | -        | -       | -       | -       | -       | -       | -       | -       | -       | -       | -       | -       | -       | -       | -       | -       | -       | -       | -       | Invincible                                   |
| 2003 | "One More Chance"                                    | 83      | -       | 40      | -        | 5       | -       | -       | 29      | 44      | 24      | 21      | 58      | 23      | 37      | -       | -       | -       | -       | 7       | -       | -       | 1       | Number Ones                                  |
| 2009 | "Man in the Mirror" 7                                | -       | -       | -       | -        | 2       | -       | 8       | -       | -       | 22      | 3       | 17      | -       | -       | -       | -       | 15      | 12      | -       | 50      | 9       | 4       | Bad                                          |
| 2009 | "This Is It"                                         | -       | -       | -       | -        | -       | -       | -       | -       | -       | -       | -       | -       | -       | -       | -       | -       | -       | -       | -       | -       | -       | -       | This Is It                                   |
|      | Locul întâi în clasamente                            | 12      | 15      | 16      | 7        | 7       | 6       | 5       | 2       | 5       | 5       | 10      | 0       | 6       | 1       | 10      | 10      | 3       | 4       | 6       | 15      | 8       | 27      |                                              |
|      | Top 10 în clasamente                                 | 27      | 27      | 31      | 13       | 38      | 20      | 21      | 20      | 21      | 22      | 34      | 18      | 31      | 5       |         | 30      | 21      | 7       | 22      | 20      | 28      | 39      |                                              |
|      | Top 20 în clasamente                                 | 32      | 31      | 32      | 17       | 43      | 25      | 29      | 26      | 25      | 27      | 41      | 25      | 42      | 6       |         | 31      | 23      | 9       | 26      | 20      | 33      | 41      |                                              |

## Albume

### Albume Studio
| 1972                                                                         | Got to Be There - Lansare: "16 ianuarie 1972 - Casă: Motown                                 | 14  | —  | 37 | 121 | —  | —  | —  |                    | |                               |
| 1972                                                                         | Ben - Lansat: 4 august 1972 - Casă: Motown                                                  | 5   | 12 | 17 | 162 | —  | —  | 65 | - UK: Silver       | - UK: 60,000 |                               |
| 1973                                                                         | Music & Me - Lansare: 13 aprilie 1973 - Casă: Motown                                        | 92  | —  | —  | 108 | —  | —  | 27 |                    | |                               |
| 1975                                                                         | Forever, Michael - Lansare: 16 ianuarie 1975 - Casă: Motown                                 | 101 | —  | —  | —   | —  | —  | —  |                    | |                               |
| 1979                                                                         | Off the Wall - Lansare: 10 august 1979 - Casă: Epic (EK #35745)                             | 3   | 4  | 3  | 27  | 25 | 26 | 1  | - NZ: 6x Platinum  | - US: 7,000,000 (8,000,000) - JPN: (500,000) - UK: 300,000 - FRA: 300,000 - CAN: 100,000 - AUS: 350,000 - NL: 100,000 - MEX: 500,000 - HK: 10,000 - NZ: 90,000 | 20 million                    |
| 1982                                                                         | Thriller - Lansare: 30 Noimbrie, 1982 - Casă: Epic (EK #38112)                              | 1   | 1  | 1  | 1   | 1  | 1  | 1  | - NZ: 12x Platinum | - US: 28,000,000 (29,000,000) - JPN: (2,500,000) - UK: 3,300,000 (3,700,000) - FRA: 3,000,000 - GER: 1,500,000 - CAN: 2,000,000 - AUS: 1,050,000 - NL: 800,000 - MEX: 600,000 - SWE: 400,000 - SWZ: 300,000 - HK: 20,000 - AU: 400,000 - FIN: 91,609 - NZ: 180,000          | 110 million                   |
| 1987                                                                         | Bad - Lansare: 31 august 1987 - Casă: Epic (EK #40600)                                      | 1   | 1  | 1  | 1   | 1  | 1  | 2  | - NZ: 9x Platinum  | - US: 8,000,000 (10,000,000) - JPN: (1,000,000) - UK: 3,900,000 - FRA: 1,000,000 - GER: 2,000,000 - CAN: 700,000 - AUS: 420,000 - NL: 80,000 - MEX: 450,000 - SWE: 200,000 - SWZ: 250,000 - HK: 20,000 - AU: 200,000 - FIN: 51,287 - NZ: 135,000                            | 30 million                    |
| 1991                                                                         | Dangerous - Lansare: 13 noiembrie 1991 - Casă: Epic (EK #45400)                             | 1   | 3  | 1  | 1   | 1  | 4  | 1  | - NZ: 6x Platinum  | - US: 7,000,000 (8,000,000) - JPN: (800,000) - UK: 1,800,000 (2,000,000) - FRA: 1,000,000 - GER: 2,000,000 - CAN: 600,000 - AUS: 630,000 - NL: 300,000 - MEX: 500,000 - SWE: 300,000 - SWZ: 250,000 - AU: 200,000 - FIN: 61,896 - NZ: 90,000                                | 32 million                    |
| 1995                                                                         | HIStory: Past, Present and Future, Book I - Lansare: 16 iunie 1995 - Casă: Epic (EK #59000) | 1   | 1  | 1  | 1   | 1  | 4  | 1  | - NZ: 10x Platinum | - US: 3,500,000 (4,000,000) - EU: 6,000,000 - JPN: (750,000) - UK: 1,200,000 (1,500,000) - FRA: 1,000,000 - GER: 1,500,000 - CAN: 500,000 - AUS: 560,000 - NL: 300,000 - MEX: 300,000 - SWE: 100,000 - SWZ: 150,000 - POL: 20,000 - AU: 100,000 - FIN: 61.352 - NZ: 150,000 | 20 million (40 million units) |
| 2001                                                                         | Invincible - Lansare: 30 octombrie 2001 - Casă: Epic (EK #69400)                            | 1   | 3  | 1  | 1   | 1  | 5  | 1  | - NZ: Platinum     | - US: 2,000,000 (2,138,000) - EU: 2,000,000 - JPN: (200,000) - UK: 300,000 - FRA: 300,000 - GER: 300,000 - CAN: (100,000) - AUS: 140,000 - NL: 80,000 - MEX: 75,000 - SWE: 40,000 - SWZ: 40,000 - POL: 10,000 - AU: 20,000 - FIN: 16.621 - NZ: 15,000                       | 13 million                    |
| "—" denotes albums that weren't released or were released but did not chart. |                                                                                             |     |    |    |     |    |    |    |                    | |                               |

### Compilații
| 1975                                                                         | The Best of Michael Jackson - Mari Hituri - Lansare: 1975                                                        | 156 | —  | 11 | 16 | —  | —   | 76 | - UK: Silver                     | - UK: 60,000                             |           |
| 1981                                                                         | One Day in Your Life - Compilație - Lansare: 25 martie 1981                                                      | 144 | —  | 29 | —  | —  | —   | —  |                                  |                                          |           |
| 1983                                                                         | 18 Greatest Hits - Mari Hituri - Lansare: 1983                                                                   | —   | —  | 1  | —  | —  | —   | 53 | - UK: Platinum                   | - UK: 300,000                            |           |
| 1983                                                                         | 9 Singles Pack - Cutie Set - Lansare: 1983                                                                       | —   | —  | 66 | —  | —  | —   | —  |                                  |                                          |           |
| 1984                                                                         | 14 Greatest Hits - Mari Hituri - Lansare: 1984                                                                   | 168 | —  | —  | —  | —  | —   | —  |                                  |                                          |           |
| 1986                                                                         | Anthology - Mari Hituri - Lansare: 1986                                                                          | —   | —  | —  | 17 | —  | —   | —  |                                  |                                          |           |
| 1986                                                                         | Their Very Best - Back To Back (Diana Ross/Gladys Knight/Stevie Wonder) - Compilție - Lansare: 1986              | —   | —  | 21 | —  | —  | —   | —  |                                  |                                          |           |
| 1987                                                                         | Love Songs (with Diana Ross) - Compilație - Lansare: 1987                                                        | —   | —  | 12 | —  | —  | —   | 86 | - UK: Platinum                   | - UK: 300,000                            |           |
| 1988                                                                         | Singles Souvenir Pack - Compilație - Lansare: 1988                                                               | —   | —  | 91 | —  | —  | —   | —  |                                  |                                          |           |
| 1992                                                                         | Motown's Greatest Hits - Mari Hituri - Lansare: 1992                                                             | —   | —  | 53 | 6  | —  | —   | 27 |                                  |                                          |           |
| 1992                                                                         | Tour Souvenir Pack - Cutie Set - Lansare: 1992                                                                   | —   | —  | 32 | —  | —  | 87  | 83 |                                  |                                          |           |
| 1997                                                                         | The Best of Michael Jackson & The Jackson 5ive - Compilație - Released: 1997                                     | —   | —  | 5  | —  | —  | —   | —  | - UK: Gold                       | - UK: 100,000                            |           |
| 1999                                                                         | The Very Best of Michael Jackson with The Jackson Five - Compilație - Lansare: 1999                              | —   | —  | 15 | —  | —  | 25  | 41 |                                  |                                          |           |
| 2000                                                                         | 20th Century Masters - The Millennium Collection: The Best of Michael Jackson - Compilație - Lansare: 2000       | —   | 27 | —  | —  | —  | —   | —  |                                  | - CAN: (100,000)                         |           |
| 2001                                                                         | Greatest Hits: HIStory, Vol. 1 - Mari Hituri, re-lansat de disc one: HIStory Begins - Lansare: 13 noiembrie 2001 | 85  | 8  | 15 | 10 | —  | 70  | 44 | - AUS: Gold                      | - US: 500,000 (986,000) - AUS: 35,000    |           |
| 2003                                                                         | Number Ones - Mari Hituri - Lansare: 18 noiembrie 2003                                                           | 13  | 1  | 1  | 5  | 2  | 6   | 2  | - US: Platinum - NZ: 4x Platinum | - US: 1,000,000 (3,616,000) - NZ: 60,000 | 6,000,000 |
| 2004                                                                         | Off the Wall/Thriller - Cutie Set - Lansare: 2004                                                                | —   | 87 | —  | —  | —  | —   | 25 |                                  |                                          |           |
| 2004                                                                         | Bad/Dangerous - Cutie Set - Lansare: 2004                                                                        | —   | —  | —  | —  | 58 | —   | 28 |                                  |                                          |           |
| 2004                                                                         | The Ultimate Collection - Cutie Set - Lansare: 17 noiembrie 2004                                                 | 154 | 29 | 75 | 29 | 37 | 47  | —  |                                  | - US: (128,000)                          |           |
| 2005                                                                         | The Best of Michael Jackson & the Jackson Five - Compilațe - Lansare: 2005                                       | —   | —  | —  | —  | —  | 59  | —  |                                  |                                          |           |
| 2005                                                                         | The Essential Michael Jackson - Mari Hituri - Lansare: 19 iulie 2005                                             | 96  | 4  | 1  | 1  | 10 | 18  | 1  | - NZ: 2x Platinum                | - NZ: 30,000                             |           |
| 2008                                                                         | Thriller - 25th Anniversary Limited Japanese Single Collection - Cutie Set - Lansare: 2008                       | —   | —  | —  | —  | —  | 119 | —  |                                  |                                          |           |
| 2008                                                                         | King of Pop - Compilație - Lansare: 22 august 2008                                                               | —   | —  | 3  | 1  | 1  | 2   | 5  | - NZ: Gold                       | - NZ: 7,500                              | 5,000,000 |
| 2008                                                                         | Gold - Compilație - Lansare: 2008                                                                                | 139 | 46 | —  | —  | —  | —   | —  |                                  |                                          |           |
| 2008                                                                         | 50 Best Songs: The Motown Years - Compilație - Lansare: 2008                                                     | —   | —  | 4  | 4  | —  | 121 | 14 | - AUS: Gold                      | - AUS: 35,000                            |           |
| 2008                                                                         | Dangerous/Dangerous – The Short Films - Cutie Set - Lansare: 2008                                                | —   | —  | —  | —  | —  | —   | 62 |                                  |                                          |           |
| 2009                                                                         | The Collection - Cutie Set - Lansare: 2009                                                                       | —   | —  | 14 | 1  | 2  | —   | 2  | - POL: Platinum                  | - POL: 20,000                            |           |
| 2009                                                                         | The Hits - Mari Hituri - Lansare: 2009                                                                           | —   | —  | —  | —  | 18 | —   | —  |                                  |                                          |           |
| 2009                                                                         | Mellow Michael Jackson - Compilație - Released: 2009                                                             | —   | —  | —  | —  | —  | 66  | —  |                                  |                                          |           |
| 2009                                                                         | The Definitive Collection - Compilație - Released: 2009                                                          | 39  | —  | —  | —  | —  | —   | —  |                                  |                                          |           |
| "—" denotes albums that weren't released or were released but did not chart. | |     |    |    |    |    |     |    |                                  |                                          |           |

## Lista de Greatest Hits / Compilation / Remix înregistrări
- A Collection of Michael Jackson's Oldies (1972)
- The Best of Michael Jackson (1975)
- Motown Superstar Series, Vol. 7 (1980)
- Superstar (1980)
- One Day in Your Life (1981)
- Michael Jackson & The Jackson 5 (1983)
- Fliphits (1983)
- 18 Greatest Hits (1983)[113]
- 9 Singles Pack (1983)
- 14 Greatest Hits (1984)
- 16 Greatest Hits (1984)
- Ain't No Sunshine (1984)
- The Great Love Songs of Michael Jackson (1984)
- Anthology (1986)
- Ben/Got to Be There (1986)
- Looking Back to Yesterday (1986)
- Their Very Best - Back To Back (Diana Ross/Gladys Knight/Stevie Wonder) (1986)
- Love Songs (with Diana Ross) (1987)
- The Michael Jackson Mix (1987)
- The Original Soul of Michael Jackson (1987)
- Singles Souvenir Pack (1988)
- Todo Mi Amor Eres Tu (1990)
- Motown Legends (1990)
- Five Remixes of the Track "Bad" (1991)
- Remix Collection (1992)
- 4 CD Singles Box (1992)
- Motown's Greatest Hits (1992)
- Tour Souvenir Pack (1992)
- Dangerous Remix (1993)
- Rockin' Robin (1993)
- Anthology: The Best of Michael Jackson (1995)
- HIStory: Past, Present and Future, Book I (1995)
- Michael Jackson Story (1996)
- Master Series (1997)
- The Best of Michael Jackson & The Jackson 5ive (1997)
- 12 Inch Mixes (1998)
- Got to Be There/Forever, Michael (1999)
- Big Boy (1999)
- The Very Best of Michael Jackson with The Jackson Five (1999)
- Early Classics (1999)
- Bad/Thriller (2000)
- Forever, Michael/Music & Me/Ben (2000)
- 20th Century Masters - The Millennium Collection: The Best of Michael Jackson (2000)
- Universal Masters Collection (2001)
- Greatest Hits: HIStory, Vol. 1 (2001)
- Love Songs (2002)
- Very Best of Michael Jackson (Universal) (2002)
- Number Ones (2003)
- Bad/Dangerous (2004)
- Off the Wall/Thriller (2004)
- Michael Jackson: The Ultimate Collection (2004)
- Essential Collection (2005)
- Best 1200 (2005)
- The Best of Michael Jackson & The Jackson Five (2005)
- The Essential Michael Jackson (2005)
- Blood on the Dance Floor: HIStory in the Mix/Invincible (2006)
- Collector's Box (2005)
- Visionary: The Video Singles (2006)
- Colour Collection (2007)
- The Silver Spectrum Collection (2007)
- The Instrumental Hits of Michael Jackson (2007)
- Silver Collection (2007)
- '70s Pop (2007)
- Off the Wall/Invincible (2008)
- Thriller - 25th Anniversary Limited Japanese Single Collection (2008)
- Worth It (2008)
- Celebrating 25 Years of Thriller (2008)
- King of Pop (2008)
- Gold (2008)
- 50 Best Songs: The Motown Years (2008)
- Dangerous/Dangerous – The Short Films (2008)
- The Masters Collection (2008)
- The Classic (2008)
- Michael Jackson: The Stripped Mixes (2009)
- The Collection (2009)
- Hello World: The Motown Solo Collection (2009)
- The Hits (2009)
- Mellow Michael Jackson (2009)
- The First Recordings (2009)
- The Document Unauthorized (2009)
- The Definitive Collection (2009)
- Pure Michael: Motown A Cappella (2009)
- The Early Years (2009)
- Best Selection (2009)
- In Memory of Michael: 1958-2009 (2009)
- Michael Jackson: The Remix Suites (2009)
- Thank You For The Music (2009)
- Michael Jackson's This Is It (2009)

## Colaborări și alte lansări
| Ani  | Single                                                    | US BB | US R&B | US D | UK | CAN | AUS | GER | ITA | NZ | TR  | Album                                    |
| 1978 | Ease on Down The Road with Diana Ross                     | 41    | 17     | -    | 45 | -   | -   | -   | -   | 1  | 1   | The Wiz                                  |
| 1979 | A Brand New Day with Diana Ross, Nipsey Russel, Tedd Ross | -     | -      | -    | -  | -   | -   | -   | 1   | -  | 1   | The Wiz                                  |
| 1980 | Save Me with Dave Mason                                   | 71    | -      | -    | 68 | -   | -   | -   | 10  | -  | 100 | Old Crest on a New House                 |
| 1983 | Say Say Say with Paul McCartney                           | 1     | 2      | 2    | 2  | 1   | 4   | 1   | 1   | 1  | 1   | Pipes of Peace                           |
| 1984 | Somebody's Watching Me with Rockwell                      | 2     | 1      | -    | 6  | -   | -   | 1   | 1   | -  | 1   | Somebody's Watching Me                   |
| 1988 | Get It with Stevie Wonder                                 | 80    | 4      | -    | 37 | -   | -   | -   | -   | -  | 6   | Characters                               |
| 1993 | Whatzupwitu with Eddie Murphy                             | -     | -      | -    | -  | -   | -   | -   | 9   | -  | 9   | Love's Alright                           |
| 1996 | Why with 3T                                               | -     | 72     | -    | 2  | -   | 46  | 29  | 1   | 9  | 8   | Brotherhood                              |
| 1996 | On The Line                                               | -     | -      | -    | -  | -   | -   | -   | -   | -  | 77  | Ghosts                                   |
| 2003 | What More Can I Give with various artists                 | -     | -      | -    | -  | -   | -   | -   | -   | -  | -   | Doar lansare digitală                    |
| 2004 | Cheater                                                   | -     | -      | -    | -  | -   | -   | -   | -   | -  | -   | Michael Jackson: The Ultimate Collection |
| 2008 | The Girl Is Mine 2008 with will.i.am                      | -     | -      | -    | 32 | 76  | 60  | 21  | 68  | -  | 100 | Thriller 25                              |
| 2008 | Wanna Be Startin' Somethin' 2008 with Akon                | 81    | -      | 2    | 69 | 32  | 8   | 63  | 1   | 4  | 3   | Thriller 25                              |
| 2008 | Thriller Megamix                                          | -     | -      | -    | 96 | -   | 80  | -   | 100 | -  | 2   | King of Pop                              |
|      | Locul întâi în clasamente                                 | 1     | 1      | -    | 1  | 1   | 1   | -   | -   | -  | 4   |                                          |
|      | Top 10 în clasamente                                      | 2     | 3      | 2    | 4  | 1   | 3   | 1   | 2   | -  | 8   |                                          |
|      | Top 20 în clasamente                                      | 2     | 4      | 2    | 4  | 1   | 3   | 2   | 2   | -  | 8   |                                          |